# Floriano Ferramola
Floriano Ferramola (Brescia, 1478 circa – Brescia, 3 luglio 1528) è stato un pittore italiano.

## Biografia
In una polizza d'estimo redatta nel 1517 dal padre Lorenzo Ferramola, carpentiere e discreto incisore del legno, si ricava che Floriano nasce attorno al 1478 ed è già nominato come pittore in documenti del 1503, i quali lo segnalano attivo nell'area di Castenedolo, in provincia di Brescia. Al 1502 risale invece l'esecuzione del quadrante della primitiva torre dell'Orologio in piazza della Loggia a Brescia. Tra il 1507 e il 1508 è collocabile la Natività firmata conservata nella Pinacoteca Malaspina di Pavia, dono nuziale con lo stemma della famiglia Belasi sul retro. Coevi e attribuibili al Ferramola sono inoltre alcuni affreschi scoperti nel 1937 nella chiesa di Santa Maria del Carmine a Brescia, che riportano più volte la data "1507".
A poco più tardi, 1511-12, ma da parte della critica collocati fino al 1518, sono ascrivibili gli affreschi della corte di Palazzo Calini-Della Corte in vicolo Borgondio a Brescia, parzialmente staccati nel XIX secolo e oggi dispersi tra la Pinacoteca Tosio Martinengo, il Victoria and Albert Museum di Londra e una collezione privata italiana. Circa l'esecuzione di questi affreschi, lo storico Ottavio Rossi racconta un curioso aneddoto che ebbe come protagonista il Ferramola durante il terribile sacco di Brescia del 1512. Scrive dunque il Rossi:
(Ottavio Rossi, Elogi historici di bresciani illustri, 1620, pp. 506-507)

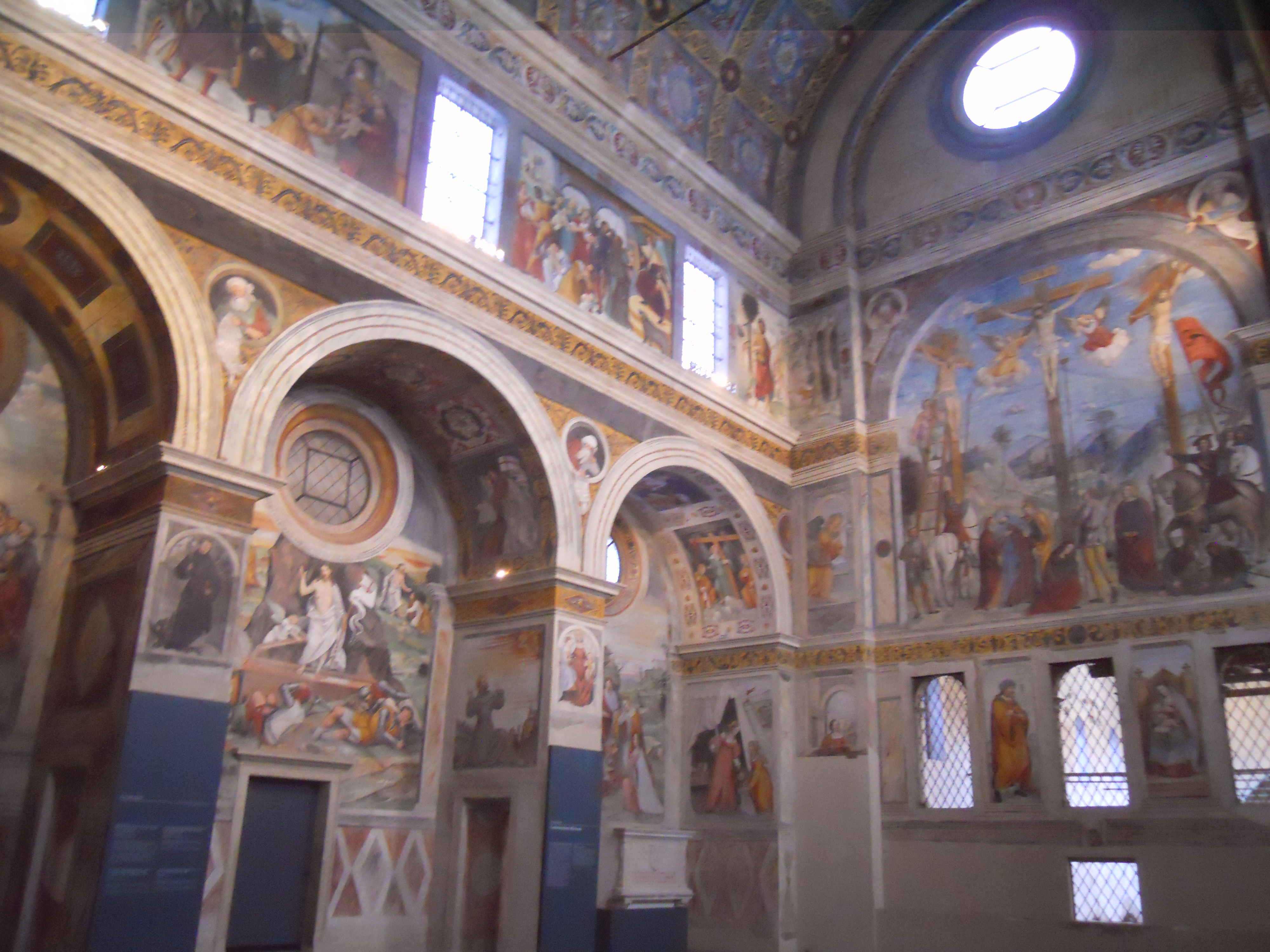
Gli affreschi del coro delle monache del monastero di Santa Giulia a Brescia. Sono di Floriano Ferramola la Crocifissione e le Storie della vita e della Passione di Cristo nel registro superiore. Gli altri affreschi sono di Paolo da Caylina il Giovane.

Un'altra versione del racconto, rammentata anche da Federico Odorici, pone lo svolgersi della vicenda proprio durante la stesura degli affreschi di palazzo Calini e, in particolare, racconta che al rifiuto del pittore di consegnare i propri averi ("Se la intendessero con la donna mia") i francesi, saliti sull'impalcatura, lo trascinarono a terra e stavano per ucciderlo, quando sopraggiunsero alcuni ufficiali che lo liberarono per ordine di Gaston de Foix-Nemours. Condotto il Ferramola alla sua presenza, il condottiero volle da lui il ritratto per il quale fu ricompensato con i duecento scudi. L'episodio ispirò in seguito il primo concorso di pittura Brozzoni, tenutosi a Brescia nel 1869, che lo impose come tematica da riprodurre ai partecipanti. L'elaborato del pittore Modesto Faustini vinse il concorso e la tela è ancora iconica dell'aneddoto.

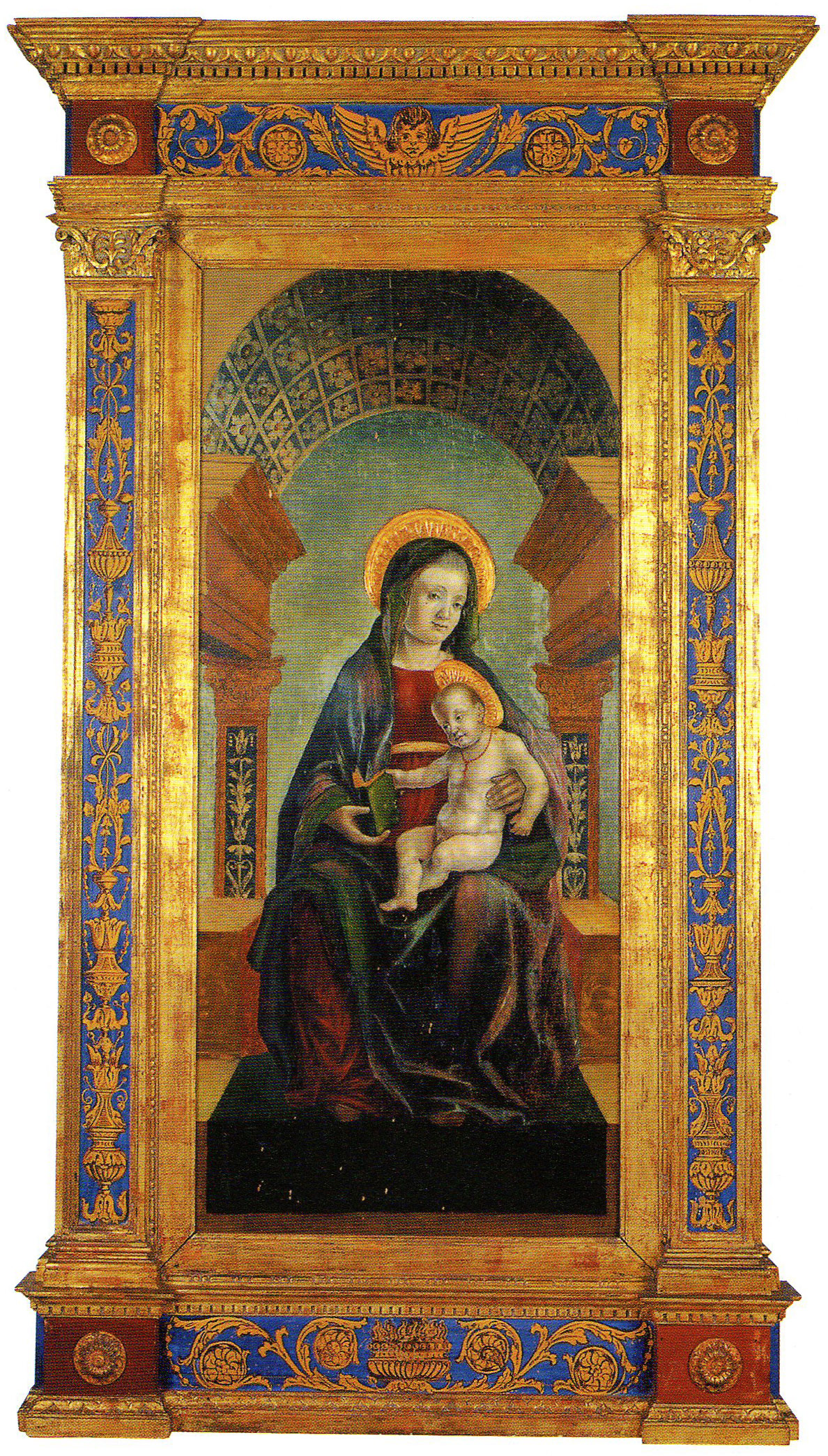
Madonna in trono col Bambino, inizio XVI secolo.

Il 27 novembre 1512 è presente come testimone in un atto rogato a Castenedolo. Nel 1513, in un atto notarile, compare come orafo, mentre il 30 agosto dello stesso anno stipula un contratto per alcune decorazioni in una casa in città. Ancora nel 1513 firma e data la Madonna col Bambino tra i santi Alberto Carmelitano e Caterina d'Alessandria per la già nominata chiesa di Santa Maria del Carmine a Brescia, nonché l'abside sinistra della chiesa di Santa Maria in Solario per le monache del monastero di Santa Giulia: quest'ultima rappresenta la prima di una vasta serie di opere che il pittore riceverà, nel successivo ventennio, dalle monache dell'importante cenobio, che evidentemente ne apprezzavano il lavoro.
Al 1514 risalgono invece gli affreschi nella chiesa di Santa Maria Assunta in Valvendra a Lovere, primo grande ciclo pittorico da lui affrontato ed eseguito assieme a collaboratori. Il 15 agosto 1515 gli vengono commissionate, in collaborazione al giovanissimo Moretto, le ante dell'organo del Duomo vecchio, oggi anch'esse a Lovere, i cui pagamenti sono attestati fino al 1518, anno riportato anche sulle stesse tele. Affreschi di ex voto di sua impronta, spazianti dal 1510 al 1517, si trovano nella pieve della Mitria a Nave e nel santuario di Sant'Onofrio a Bovezzo, ma l'autografia è dubbia ed è più conveniente porli nel più generale panorama della pittura sacra "popolare" del periodo, comunque influenzata dal Ferramola ma anche, e non poco, dalla maniera di gusto tardo quattrocentesco dei Caylina, dei Bembo, di Vincenzo Civerchio e Bernardino Zenale.
Dalla polizza d'estimo del padre Lorenzo, datata 1517 e già nominata in apertura, si desume che Floriano aveva una moglie di nome Clara, un figlio di 11 anni e una figlia di 3 mesi. Curioso lo scarso apprezzamento che il padre dimostra nei confronti dell'arte del figlio, quando scrive che "Floriano depentor qual arte val pocho", soprattutto se si tiene conto che Floriano stava vivendo il culmine della propria carriera artistica: a dettare un simile giudizio, probabilmente, fu una sorta di captatio benevolentiae del padre nei confronti delle autorità fiscali veneziane, da pochissimo rientrate a Brescia dopo il disastroso sacco del 1512 che aveva gettato nella povertà l'intera popolazione.
Il 19 aprile 1517 partecipa alla riunione del Collegio cittadino dei pittori tenutosi nella chiesa di San Luca assieme, tra gli altri, al Moretto, Romanino, Francesco Prata da Caravaggio, Galeazzo Meloni e il fratello Giovan Giacomo, anch'egli pittore.
Al 1518 circa sono datati i ritratti della famiglia Dalla Corte-Borgondio, oggi conservati nella Fondazione Ugo da Como di Lonato. Uno di questi ritratti, in particolare, ripete la tipologia di guerriero di un affresco di palazzo Orsini a Ghedi, attribuito al Romanino e datato 1517. Ancora collocabili al 1517-18 sono le lunette della sala capitolare della collegiata dei Santi Nazaro e Celso a Brescia, contenenti i ritratti dei prevosti contornate da ricchi festoni di fiori e frutta. La fattura dei dipinti, abbastanza spigliata, presenta forti influssi dall'arte del Romanino ma anche molte forzature per la resa dei caratteri e delle espressioni, non del tutto riuscita.

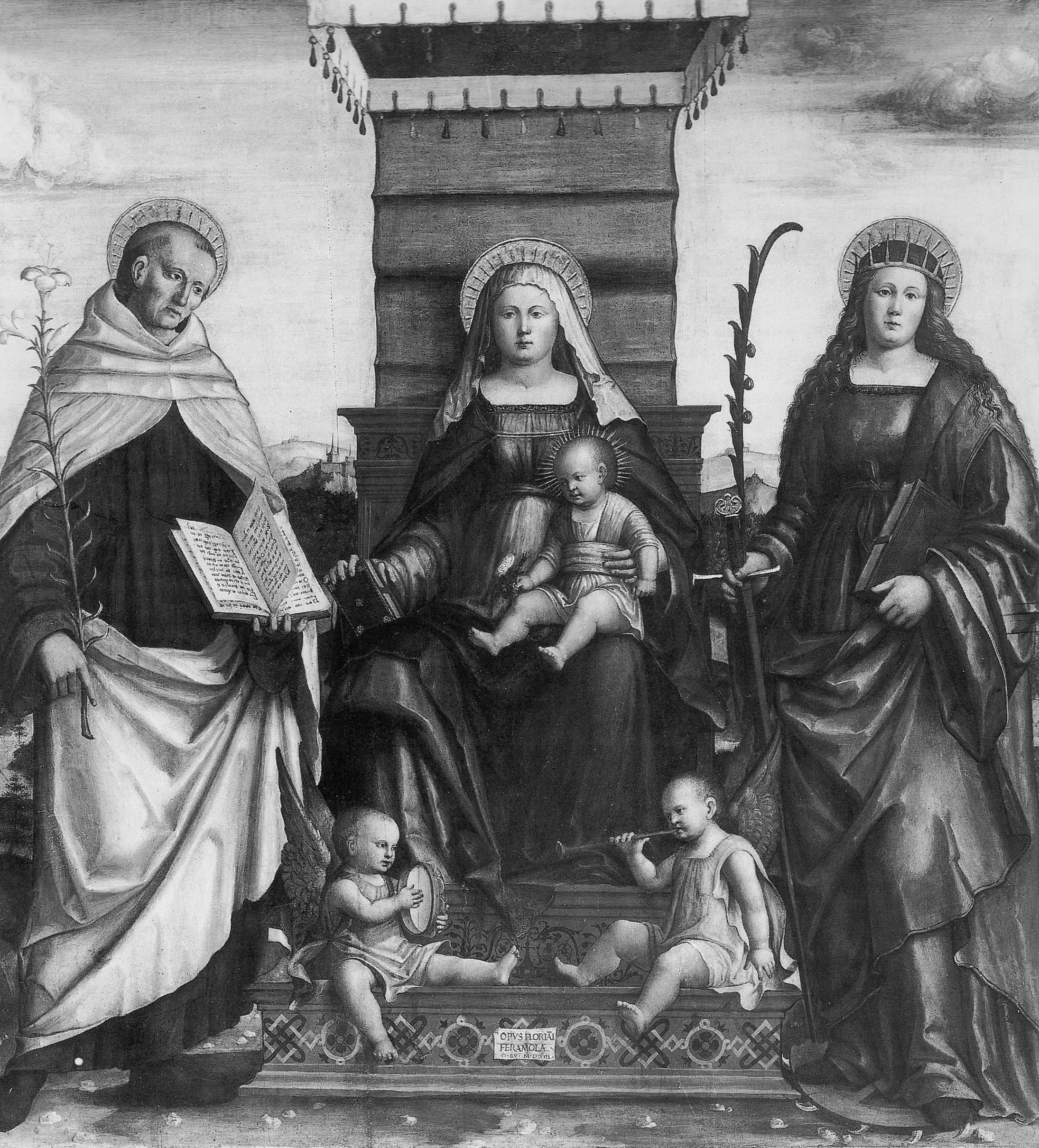
Madonna col Bambino tra i santi Alberto Carmelitano e Caterina d'Alessandria, 1513.

Tra il 1519 e il 1520 torna nel monastero di Santa Giulia per proseguire gli affreschi della chiesa di Santa Maria in Solario con le Storie di Santa Giulia lungo le pareti e altre figure di santi venerati nel cenobio lungo le pareti. Affreschi di epoca successiva si trovano nuovamente nella chiesa di Santa Maria del Carmine (cappella Parva) e in una pittura murale sulla facciata di una casa in via delle Battaglie, oggi perduta e nota solo tramite fotografie. Di poco successivo è il Cristo Redentore tra i santi Faustino e Giovita nella chiesa parrocchiale di Quinzano d'Oglio, dai toni modesti con nuovamente influssi romaniniani. Dello stesso periodo sono le tavolette dei cassoni nuziali della famiglia Sangervasio e Monti-Della Corte, entrambe in collezioni private.
Numerosissimi suoi affreschi coevi sono inoltre sparsi in chiese, pievi e santuari del bresciano, molti dei quali perduti o non attribuibili con certezza, allo stesso modo dei già citati, ma precedenti, a Nave e Bovezzo: si ricordano, in particolare, quelli nella chiesa di San Giuseppe (cappella dei santi Giacomo, Ludovico e Gottardo), nella basilica di Santa Maria degli Angeli a Gardone Val Trompia e nel castello di Meano. Datata e firmata 1522 è la Madonna col Bambino tra i santi Giovanni Battista e Gregorio Magno conservata nella pinacoteca Tosio Martinengo. Al 1524 si colloca l'ultimo intervento in Santa Maria in Solario con le Storie della vita di Cristo nei riquadri registro superiore.
Attorno al 1526, secondo Gaetano Panazza, è da collocare la sua presenza nel monastero di Santa Croce a Brescia, dove esegue numerosi affreschi di pregio in diverse zone del cenobio, quali la Madonna col Bambino tra i santi Cosma e Damiano per l'infermeria. Affreschi in questo monastero, datati 1507, sono comunque attribuiti al Ferramola, il che attesterebbe una frequentazione più assidua dei locali di Santa Croce, non registrata in altri documenti.
Nel 1527 torna a lavorare con il Moretto nella cappella delle Sante Croci in Duomo vecchio, eseguendo un ciclo che sarà cancellato dal rifacimento seicentesco dello spazio. Nello stesso anno è registrata l'ultima presenza nel monastero di Santa Giulia per l'opera conclusiva della sua carriera artistica: gli affreschi del coro delle monache con Storie della vita e della Passione di Cristo, che completa entro pochi mesi dalla morte. Floriano Ferramola muore di peste nel 1528, probabilmente il 30 luglio ma sicuramente entro settembre, lasciando la sua bottega nelle mani dei figli Giovan Giacomo e Giovanni Antonio, entrambi pittori.
La sua ultima opera, con probabile partecipazione della bottega, dovrebbe essere il San Michele Arcangelo, datato 1528, affrescato a destra del portale della chiesa di San Salvatore, rappresentativo dello stile semplice e narrativo, di retaggio ancora marcatamente quattrocentesco, che il Ferramola ripropone fino all'ultimo, incontrando il pieno gradimento della committenza monacale.

## Opere

### Affreschi della cappella Parva

Noli me tangere
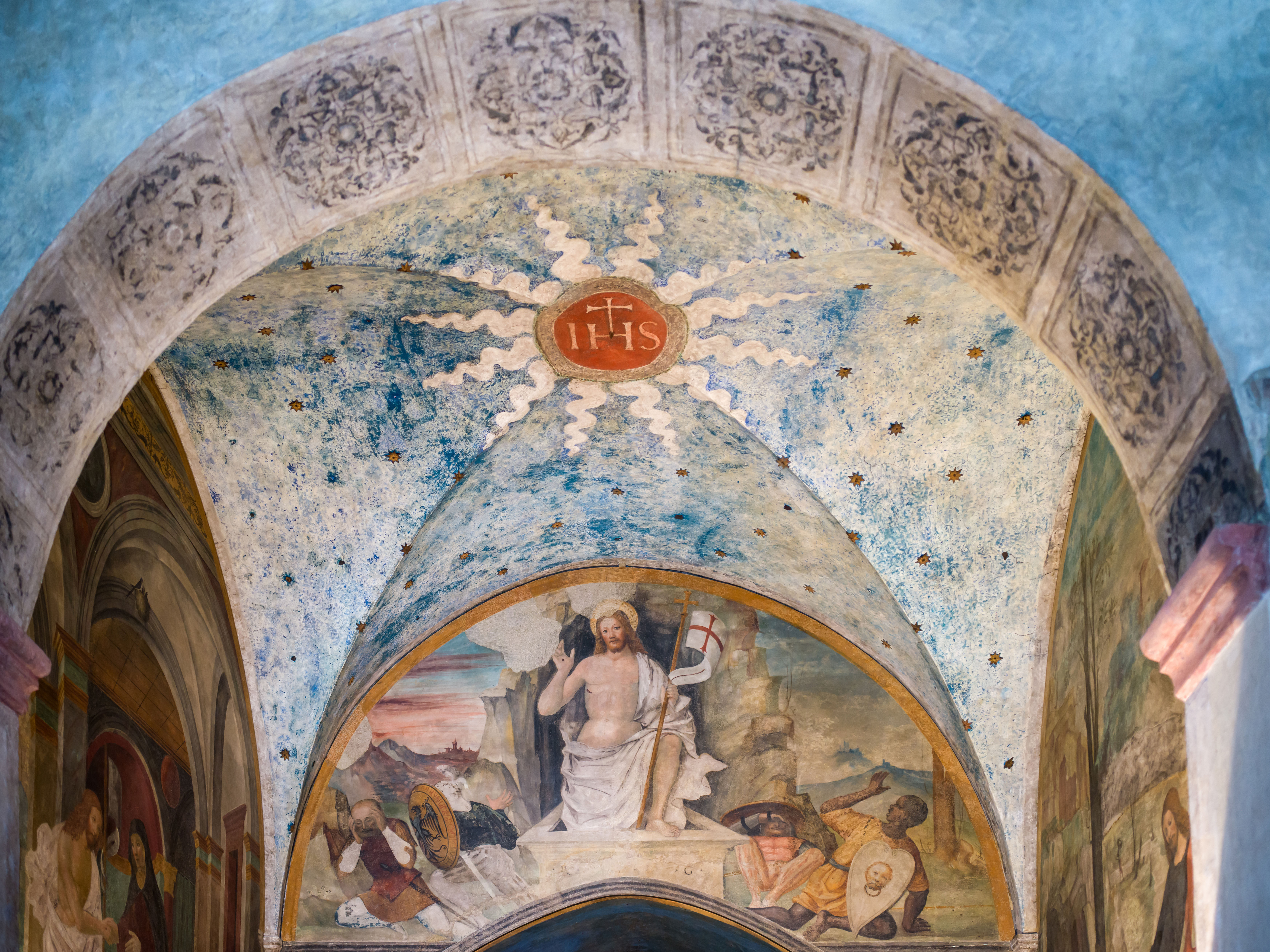
Resurrezione
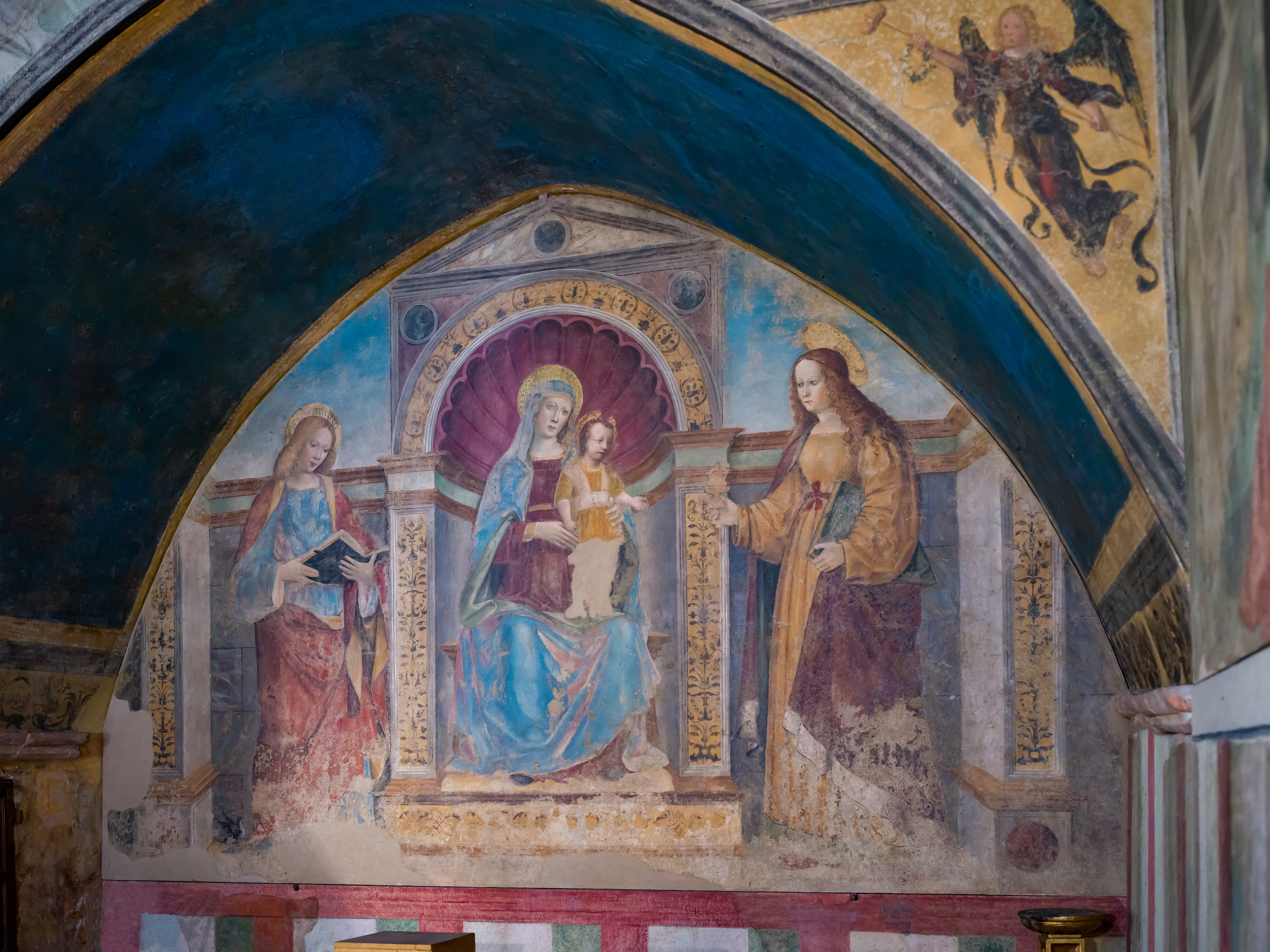
Madonna con Bambino in trono

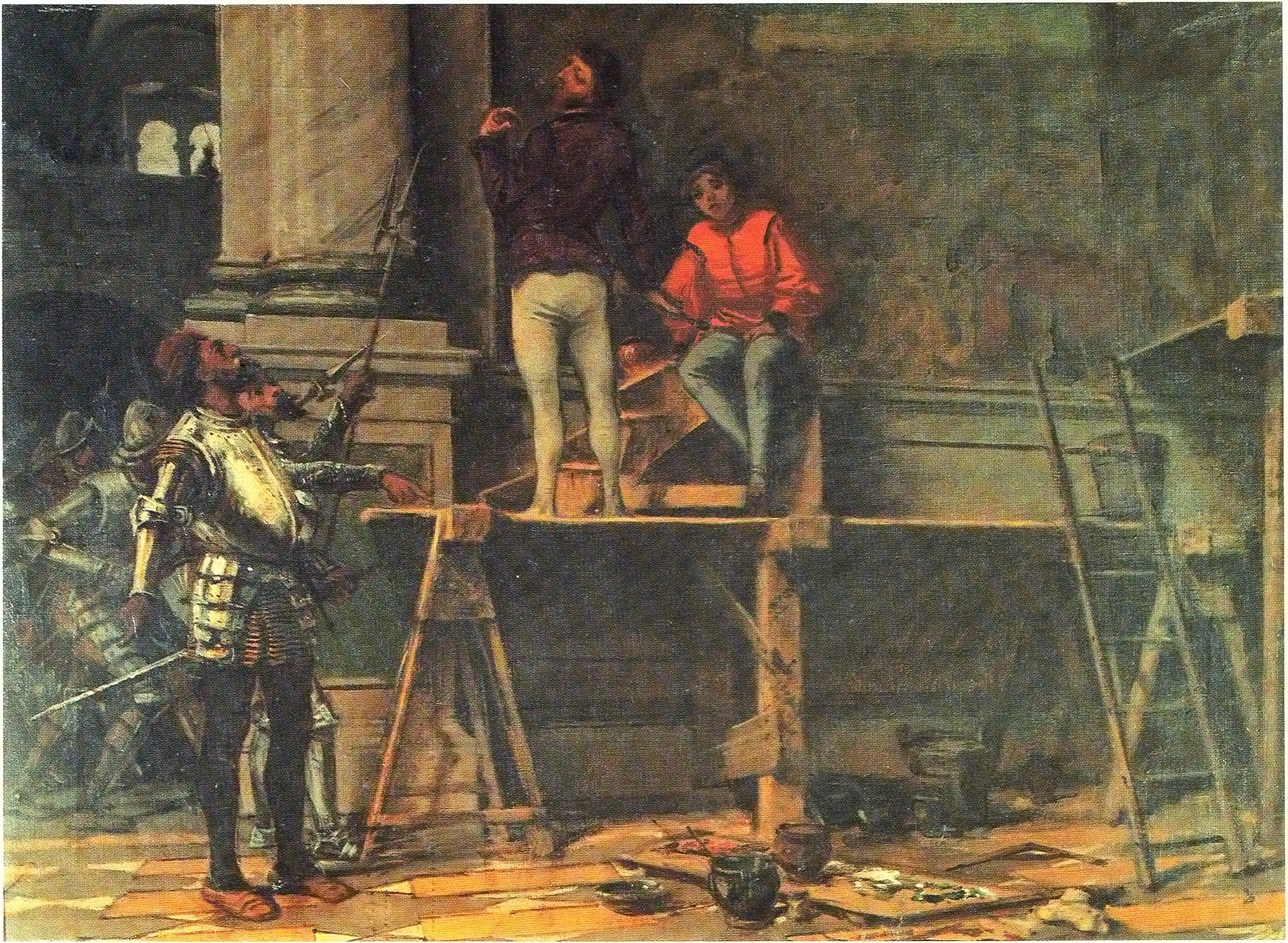
Modesto Faustini, Floriano Ferramola rifiuta di abbandonare il cantiere davanti alle truppe di Gaston de Foix, 1869

### Esistenti
- Natività, 1507-1508, Pavia, Pinacoteca Malaspina;
- Affreschi vari a soggetto sacro, 1507-1510, Brescia, chiesa di Santa Maria del Carmine;
- Madonna in trono col Bambino, inizio XVI secolo, Brescia, Palazzo Vescovile;
- Affreschi e decorazioni, 1509-1512, Meano, castello;
- Affreschi della corte di Palazzo Calini-Della Corte in vicolo Borgondio a Brescia, 1512-1518, Brescia, Pinacoteca Tosio Martinengo, Londra, Victoria and Albert Museum, collezione privata italiana;
- Affreschi a soggetto sacro, 1507-1526, Brescia, chiesa e monastero di Santa Croce;
- Madonna col Bambino tra i santi Alberto Carmelitano e Caterina d'Alessandria, 1513, olio su tavola, Berlino, Bode-Museum (depositi);
- Affreschi della chiesa di Santa Maria in Solario, 1513-1524, Brescia, chiesa di Santa Maria in Solario;
- Affreschi a soggetto sacro e decorazioni, 1514, Lovere, chiesa di Santa Maria Assunta in Valvendra;
- Annunciazione per le ante dell'organo del Duomo vecchio, 1518, tempera su tela, Lovere, basilica di Santa Maria in Valvendra;
- Affreschi e ex-voto, 1510-1517, Nave, pieve della Mitria;
- Affreschi della cappella Parva, 1513-1515, Brescia, chiesa di Santa Maria del Carmine, cappella Parva;
- Cristo portacroce, 1515-1520, olio si tavola, Brescia, Pinacoteca Tosio Martinengo (copia da dipinto analogo di Marco Palmezzano, conservato nello stesso luogo);
- Lunette della sala capitolare della collegiata dei Santi Nazaro e Celso, 1517-1518, Brescia, collegiata dei Santi Nazaro e Celso;
- Annunciazione, 1517-1518, affresco, Brescia, chiesa di Santa Maria del Carmine, lunetta del portale;
- Ritratti della famiglia Dalla Corte-Borgondio, 1518 circa, Lonato, Fondazione Ugo da Como;
- Madonna dell'umiltà, affresco, Brescia, Pinacoteca Tosio Martinengo, già lunetta della chiesa dell'abbazia di San Nicola, Rodengo-Saiano;
- Cristo Redentore tra i santi Faustino e Giovita, 1520 circa, Quinzano d'Oglio, chiesa parrocchiale;
- Tavolette dei cassoni nuziali della famiglia Sangervasio e Monti-Della Corte, 1520 circa, tempera su tavola, collezione privata;
- Testa di san Paolo Apostolo, olio su tavola, Praga, Národní galerie;
- Affreschi a soggetto sacro, 1520-1525, Brescia, chiesa di San Giuseppe, cappella dei santi Giacomo, Ludovico e Gottardo;
- Affreschi a soggetto sacro, 1520-1525, Gardone Val Trompia, basilica di Santa Maria degli Angeli;
- Madonna col Bambino tra i santi Giovanni Battista e Gregorio Magno, 1522, olio su tela, Brescia, Pinacoteca Tosio Martinengo;
- Storie della vita e della Passione di Cristo, 1527, affresco, Brescia, coro delle monache del monastero di Santa Giulia.
- San Michele Arcangelo, 1528, affresco, Brescia, chiesa di San Salvatore

### Perdute
- Quadrante della torre dell'Orologio, 1502, affresco, Brescia, piazza della Loggia. L'affresco è andato distrutto durante la ricostruzione della torretta alla metà del XVI secolo su progetto di Lodovico Beretta, ma se ne deduce il disegno nella riproduzione dell'edificio presente nella Giostra in piazza della Loggia, uno degli affreschi eseguiti dallo stesso Ferramola per il palazzo Calini-Della Corte di Brescia. L'affresco è tra quelli conservati oggi al Victoria and Albert Museum di Londra[24];
- Affreschi nella cappella delle Sante Croci, Brescia, Duomo vecchio, distrutti nel rifacimento di inizio XVII secolo[6].